# Winthemia jacentkovskyi
Winthemia jacentkovskyi är en tvåvingeart som beskrevs av Louis-Paul Mesnil 1949. Winthemia jacentkovskyi ingår i släktet Winthemia och familjen parasitflugor. Inga underarter finns listade i Catalogue of Life.